# The Grove (The Walking Dead)
The Grove là tập thứ 14 trong Phần 4 của series phim truyền hình The Walking Dead. Tập phim được phát sóng trên kênh AMC của Mỹ vào ngày 16 tháng 3 năm 2014. Khi phát sóng tại Mỹ, tập phim đã được 12,87 triệu người xem trong đó có 6,4 triệu người từ 18-49 tuổi.

## Nội dung tập
Carol và Lizzie đang thức đêm canh gác trong khi Tyreese và Mika ngủ trên đường ray. Lizzie hỏi Carol rằng liệu trước đây cô đã từng có con chưa. Carol đáp lại rằng cô từng có một đứa con gái - "Nó không có tính xấu". Lizzie hỏi tiếp rằng "Có phải vì vậy mà giờ bạn ấy không còn nữa?" và Carol thở dài.
Sáng hôm sau, Tyreese ước chừng rằng họ chỉ còn cách Terminus vài ngày đường nữa. Khi họ tiếp tục đi theo đường ray, Carol kể với Tyreese nỗi lo của mình về khả năng sinh tồn của hai chị em nhà Samuels, cô nghĩ rằng Mika quá hiền lành còn Lizzie lại nhận thức sai lệch về xác sống.
Carol và Mika đi tìm nước uống trong khi Tyreese ngồi nghỉ với cánh tay bị thương cạnh Lizzie. Đúng lúc đó, một con walker từ phía xa đường ray đang tiến tới gần họ. Nó bị ngã vào một kẽ hở trên đường ray và mắc kẹt, không thể duy chuyển. Khi Tyreese giơ búa lên chuẩn bị kết liễu nó, Lizzie đã ngăn anh lại và nói rằng "Đôi khi ta phải giết chúng, nhưng đôi khi không cần thiết phải làm vậy".
Trong khi đó, Carol đang khuyên nhủ Mika rằng phải mạnh mẽ lên. Mika đáp lại rằng cô bé có thể giết xác sống, nhưng sẽ không giết người vì đó là việc sai trái. Carol nói rằng Mika sẽ chết nếu cô bé không chịu thay đổi. Đột nhiên, họ phát hiện ra một căn nhà nằm trong rừng. Carol nghĩ rằng nhóm của họ nên ở lại đây vài ngày.
Carol và Tyreese đi vào căn nhà để kiểm tra độ an toàn trong khi những đứa trẻ đợi ở bên ngoài. Lizzie nghĩ rằng hai người lớn kia sẽ tìm thấy xác sống bên trong ngôi nhà và giết chúng. Mika nổi cáu và to tiếng rằng "Chúng không còn là người!". Đúng lúc đó, một con walker xuất hiện và tấn công đám trẻ. Nghe thấy tiếng hét, Carol và Tyreese vội vàng chạy ra ngoài vừa lúc Mika đã bắn chết nó. Trong khi Lizzie cảm thấy hoảng loạn vì cái chết của con walker, Mika khuyên chị mình nên bình tĩnh lại bằng cách nhìn vào hoa và đếm đến 3.
Đêm hôm đó, nhóm họ ngồi quanh lò sưởi trong phòng khách. Tyreese cảm thấy thoải mái với khung cảnh bình yên mà căn nhà mang lại. Mika nghĩ rằng họ nên ở lại và sống tại đây.
Sang hôm sau, trong lúc đang đun nước trong bếp, Carol nhìn ra ngoài cửa sổ và hoảng sợ vì thấy Lizzie đang chơi đùa cùng một xác sống. Cô lập tức chạy ra ngoài và giết nó. Điều này khiến Lizzie nổi giận, cô bé quát tháo rằng "Cô ấy là bạn cháu, cô đã giết cô ấy!". Carol giải thích rằng con walker sẽ giết Lizzie nhưng cô bé không chịu nghe và tiếp tục la hét.
Trong lúc đi săn trong rừng, Carol nói với Mika rằng cô bé thông minh hơn trong 2 chị em mình khi nhìn nhận về vấn đề xác sống. Họ nhìn thấy một con hươu, Mika chĩa súng về phía nó nhưng không đủ dũng cảm để bắn nó. Carol nhìn cô bé với vẻ thất vọng.
Trong khi đi lấy nước cùng Carol, Tyreese nghĩ rằng nhóm họ nên ở lại căn nhà thay vì tiếp tục đi đến Terminus. "Tôi tin cô", anh nói với Carol rồi thừa nhận rằng mình chưa sẵn sàng để sống cùng những người lạ mặt khác.
Mika bắt quả tang Lizzie mang chuột đến cho con walker bị mắc kẹt trên đường ray ăn. Khi Lizzie định đưa tay của mình cho con walker cắn, hàng loạt xác sống bị cháy đen bước ra từng trong rừng. Mika vội vàng kéo Lizzie bỏ chạy. Từ xa, Tyreese và Carol nghe thấy tiếng hét của 2 cô bé và thấy chúng đang bị đuổi theo bởi bầy xác sống. Mika bị vấp ngã khi bước qua hàng rào và được Lizzie cứu kịp thời. Bốn người bọn họ nhanh chóng cầm súng lên và giết hết đám xác sống. Carol tỏ vẻ hơi bất ngờ khi thấy Lizzie dùng súng bắn đám walker.
Đêm hôm đó, Carol hỏi Lizzie rằng liệu cô đã hiểu ra được rằng xác sống thực sự là thứ gì chưa. Lizzie đáp lại rằng "Cháu biết giờ đây cháu phải làm gì rồi".
Ngày hôm sau, Carol và Tyreese vào rừng đi săn cùng nhau. Carol bày tỏ sự đồng ý với Tyreese về việc ở lại sống trong ngôi nhà. Tyreese kể rằng anh thường gặp ác mộng về Karen và về kẻ đã giết hại cô ấy. Anh ôm lấy Carol mà không để ý vẻ mặt của cô lúc đó.
Quay trở về nhà, họ hoảng hốt khi thấy Lizzie tay đầy máu đang cầm con dao, phía sau là xác của Mika. Judith đang nằm trên một tấm vải gần đó và vẫn còn sống. "Đừng lo, nó sẽ quay lại thôi. Cháu chưa làm hỏng não nó!" - Lizzie cười và thản nhiên giải thích với Carol và Tyreese. Họ tiến lại gần Lizzie nhưng cô bé lập tức rút súng ra và chĩa vào họ, nói rằng phải đợi Mika tỉnh lại. Carol thuyết phục Lizzie đưa súng và khuyên cô bé đừng hại đến Judith. Tyreese đưa Lizzie và Judith vào trong. Còn lại một mình, Carol rút con dao của mình ra nhìn xác Mika và bật khóc.
Đêm hôm đó, Tyreese kể với Carol rằng anh đã biết được Lizzie chính là người đã cho đám walker bên ngoài hàng rào nhà tù ăn, anh nghi ngờ rằng chính cô bé cũng đã giết Karen và David. Carol nói rằng người đó không phải Lizzie, vì Lizzie sẽ để người bị chết biến đổi. Tyreese nghĩ rằng anh nên rời đi cùng Judith để giữ an toàn cho em bé, nhưng Carol nghĩ rằng chỉ còn một lựa chọn duy nhất dành cho Lizzie: "Con bé không thể ở xung quanh mọi người nữa" - Cô nói vậy.
Hôm sau, Carol đưa Lizzie đi dạo. Nhận thấy một vẻ buồn bực ở Carol, Lizzie nghĩ rằng Carol giận cô bé vì đã chĩa súng về phía mình nên nói rằng "Xin đừng giận cháu". Cơn hoảng loạn bắt đầu tái phát ở Lizzie, cô bé bật khóc. Carol nói Lizzie rằng hãy nhìn vào những bông hoa. Khi Lizzie đang quay lưng đi, Carol lặng lẽ rút súng ra. Một tiếng súng vang lên và Lizzie ngã xuống. Sau đó, Carol và Tyreese lập nên 2 ngôi mộ trước sân nhà và chôn xác 2 chị em cô bé.
Đêm hôm đó, Carol đưa cho Tyreese một khẩu súng và thú nhận rằng chính mình là người đã giết Karen và David. "Tôi phải ngăn căn bệnh lây lan" - Cô giải thích và nói Tyreese hãy làm việc cần làm. Tyreese bị shock và cố giữ bình tĩnh. Sau một hồi suy nghĩ, anh quyết định tha thứ cho Carol vì nghĩ rằng bản thân Carol cũng đã bị dằn vặt vì điều đó.
Ngày hôm sau, hai người bọn họ bế Judith rời khỏi căn nhà và tiếp tục đi theo đường ray. 

## Diễn viên

### Diễn viên chính
- Andrew Lincoln vai Rick Grimes*
- Norman Reedus vai Daryl Dixon*
- Steven Yeun vai Glenn Rhee*
- Lauren Cohan vai Maggie Greene*
- Chandler Riggs vai Carl Grimes*
- Danai Gurira vai Michonne*
- Melissa McBride vai Carol Peletier
- Emily Kinney vai Beth Greene*
- Chad Coleman vai Tyreese Williams
- Sonequa Martin-Green vai Sasha Williams*
- Lawrence Gilliard Jr. vai Bob Stookey*

### Diễn viên định kỳ
- Brighton Sharbino vai Lizzie Samuels
- Kyla Kenedy vai Mika Samuels

*Không xuất hiện trong tập này

### Các diễn viên phụ khác
- Eleora & Elisea DiFranco vai Judith Grimes

## Cái chết trong tập
- Mika Samuels
- Lizzie Samuels

## Đánh giá
"The Grove" nhận được sự tán thưởng nhiệt liệt của giới phê bình. Hầu hết các chuyên gia đều đánh giá cao diễn xuất của Melissa McBride và sự bất ngờ trong kịch bản. Lesley Goldberg từ trang The Hollywood Reporter gọi đây là "một trong những tập phim đau lòng nhất".
Cây bút của nhật báo Wall Street Journal nhận định: "Trong số tất cả những chi tiết điên rồ, cuồng loạn từng xảy ra trong đại dịch xác sống của The Walking Dead, thật khó mà tưởng tượng được một điều vừa shock vừa đáng buồn như việc cô bé Lizzie đứng cạnh xác của đứa em gái mà mình vừa đâm chết, hoàn toàn không có khái niệm gì về chuyện mình vừa làm, và thậm chí còn mong em gái mình "sống lại". Giây phút Carol buộc phải ra tay giết Lizzie cũng là một khoảnh khắc nghẹt thở. Thực sự thì không có cách giải quyết thứ hai nào cho việc này. Đây là một trong những tập phim điên rồ nhất của "The Walking Dead" từ trước tới nay. Tất cả những gì đen tối nhất trong nội tâm con người đã được thể hiện ra trong tập phim tối nay, "The Grove". Và mặc dù ta có thể theo dõi một nhân vật như The Governor làm những chuyện điên rồ, đáng sợ; nó đáng buồn hơn rất nhiều và không hề thoải mái khi phải chứng kiến một đứa trẻ, một cô bé, làm những chuyện như thế. Nhưng dù sao đó cũng là những gì đã xảy ra trong tập tối nay. Thật khó để có thể tưởng tượng một series phim nào khác có cốt truyện đen tối như thế này. Bạn chắc chắn phải có một lượng khán giả đông đảo thì dám đi một nước đi mạo hiểm như vậy, bởi đây hoàn toàn không phải là một tập phim dễ xem với tất cả mọi người".
Bên cạnh đó, các nhà phê bình cũng dành những lời khen cho diễn xuất của Chad Coleman, Brighton Sharbino, Kyla Kenedy, cùng biên kịch của tập phim - Scott Gimple, người đã mang trực tiếp câu chuyện tiêu biểu của hai nhân vật tương tự trong truyện tranh vào phim.
Matt Fowler từ trang IGN cho "The Grove" điểm 9.5 trên 10 và liệt tập phim vào Top 10 những tập phim hay nhất của The Walking Dead tính đến thời điểm lúc bấy giờ. Trên trang Rotten Tomatoes, có 86% trong số 16 bài đánh giá tập phim mang tính tích cực.

## Bên lề
- Tên của tập phim "The Grove" bắt nguồn từ việc nhóm Carol, Tyreese, Lizie, Mika và Judith tìm được một ngôi nhà trong khu rừng nhỏ (grove) trong tập phim này, cũng chính tại căn nhà này hàng loạt sự kiện chính trong tập đã xảy ra.
- Bài hát ở đầu phim là "Maybe" của The Ink Spots.
- Tập phim này hé lộ rằng Lizzie chính là người mang chuột đến cho đám xác sống ăn bên ngoài hàng rào.
- Việc Mika bị giết chết bởi chính chị gái mình tương tự với sự việc của anh em Ben và Billy trong Chương 61 của truyện.
- Melissa McBride xác nhận trong chương trình Talking Dead phát sóng sau tập rằng những mảnh ghép xếp hình trên bàn khi ghép lại sẽ được bức ảnh Sophia đang mặc chiếc áo có hình cầu vồng.
- Đây đã là tập thứ 6 trong toàn bộ series mà Rick không xuất hiện
  - Đây cũng là tập thứ 3 liên tiếp mà Rick không xuất hiện, lần vắng mặt lâu nhất của anh trong The Walking Dead từ trước đến nay), đồng thời là tập thứ 3 trong toàn bộ series mà Rick không được nhắc đến. Greg Nicoreto giải thích rằng sự vắng mặt của Rick là để nhấn mạnh cho việc nhóm của họ đã bị chia cắt đến nhường nào.
- Khói mà Tyreese và Carol nhìn thấy trong tập chính là khói bốc lên từ căn nhà mà Beth và Daryl đốt trong tập "Still".
- Đây là một trong số những tập phim có ít nhân vật chính xuất hiện nhất.[13]